# کساوروو
کساوروو (به لاتین: Xaverov) یک منطقهٔ مسکونی در جمهوری چک است که در شهرستان بنشوف واقع شده‌است.